# Olympische Sommerspiele 1908/Leichtathletik – 800 m (Männer)
Der 800-Meter-Lauf der Männer bei den Olympischen Spielen 1908 in London wurde am 21. Juli 1908 im White City Stadium entschieden. Tags zuvor wurden in acht Vorläufen die Finalisten ermittelt.
Olympiasieger wurde der US-Amerikaner Melvin Sheppard vor dem Italiener Emilio Lunghi. Die Bronzemedaille gewann der Deutsche Hanns Braun.

## Rekorde
Der bestehende Weltrekord war damals noch inoffiziell und wurde in einem Rennen über 880 Yards aufgestellt, das entspricht 804,672 Metern.
| Weltrekord         | 1:53,4 min | Charles Kilpatrick | USA | New York (USA), 21. September 1895           |
| Olympischer Rekord | 1:56,0 min | James Lightbody    | USA | Finale OS St. Louis (USA), 1. September 1904 |

Folgende Rekorde wurden bei diesen Olympischen Spielen über 800 Meter gebrochen oder eingestellt:
| WR | 1:52,8 min | Melvin Sheppard | USA | Finale am 21. Juli 1908 |

## Ergebnisse

### Vorläufe (20. Juli)
Die jeweiligen Laufsieger (hellgrün hinterlegt) aus den acht Vorläufen qualifizierten sich für das Finale. Die US-amerikanische Delegation hatte erfolgreich dagegen protestiert, dass zwei ihrer stärksten Läufer – Mel Sheppard und John Halstead – bereits im Vorlauf aufeinander trafen.
Die in Klammern angegebenen Zeiten stammen aus der unten genannten Literatur von zur Megede und sind vermutlich geschätzt.
In der Teilnehmerliste ist noch Joseph Lynch aus Australasien verzeichnet. Bei Sports-Reference wird er jedoch in keinem Vorlauf erwähnt. In der unten genannten Literatur von Kluge wird dieser Läufer auf Platz fünf des vierten Vorlaufes aufgeführt, wobei die Ergebnisliste des Autors offenbar etwas fehlerhaft ist, da er z. B. den Kanadier Parkes in zwei Läufen anführt. Allerdings ist Joseph Lynch auch bei zur Megede mit identischen Werten wie bei Kluge genannt.

#### 1. Vorlauf
| Platz | Athlet             | Land           | Zeit (min) |
| ----- | ------------------ | -------------- | ---------- |
| 1     | Ödön Bodor         | Ungarn         | 1:58,6     |
| 2     | George Butterfield | Großbritannien | (1:58,9)   |
| 3     | Evert Björn        | Schweden       | k. A.      |
| 4     | James Lightbody    | USA            | k. A.      |
|       | Murray Ashford     | Großbritannien | DNF        |
|       | Henk van der Wal   | Niederlande    | DNF        |

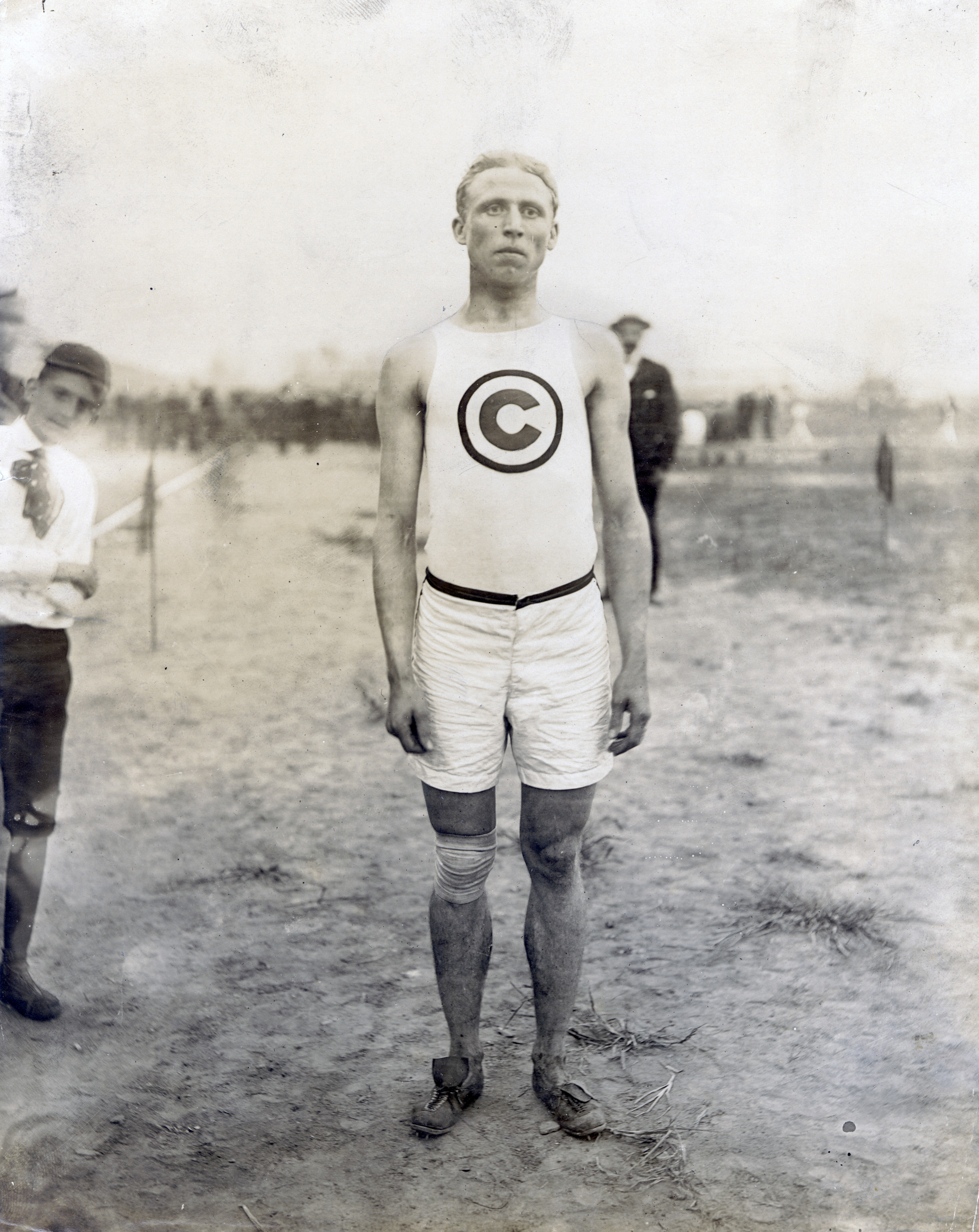
Der Dreifacholympiasieger von 1904 James Lightbody war in seinem Vorlauf chancenlos und schied aus

Der Lauf endete mit einem knappen Vorsprung von zwei Yards für Ödön Bodor.

#### 2. Vorlauf
| Platz | Athlet          | Land           | Zeit (min) |
| ----- | --------------- | -------------- | ---------- |
| 1     | Melvin Sheppard | USA            | 1:58,0     |
| 2     | James Lintott   | Großbritannien | (1:58,8)   |
| 3     | Irving Parkes   | Kanada         | k. A.      |

Melvin Sheppard gewann seinen Vorlauf mit vier Yards Vorsprung.

#### 3. Vorlauf
| Platz | Athlet        | Land           | Zeit (min) |
| ----- | ------------- | -------------- | ---------- |
| 1     | John Halstead | USA            | 2:01,4     |
| 2     | John Lee      | Großbritannien | (2:01,7)   |
| 3     | George Morphy | Großbritannien | k. A.      |
| 4     | József Nagy   | Ungarn         | k. A.      |

John Halstead gewann mit zwei Yards Vorsprung.

#### 4. Vorlauf
| Platz | Athlet              | Land           | Zeit (min) |
| ----- | ------------------- | -------------- | ---------- |
| 1     | Emilio Lunghi       | Italien        | 1:57,2     |
| 2     | Harry Coe           | USA            | (1:58,0)   |
| 3     | Lloyd Jones         | USA            | k. A.      |
|       | Stylianos Dimitriou | Griechenland   | DNF        |
|       | Larry Manogue       | Großbritannien | DNF        |

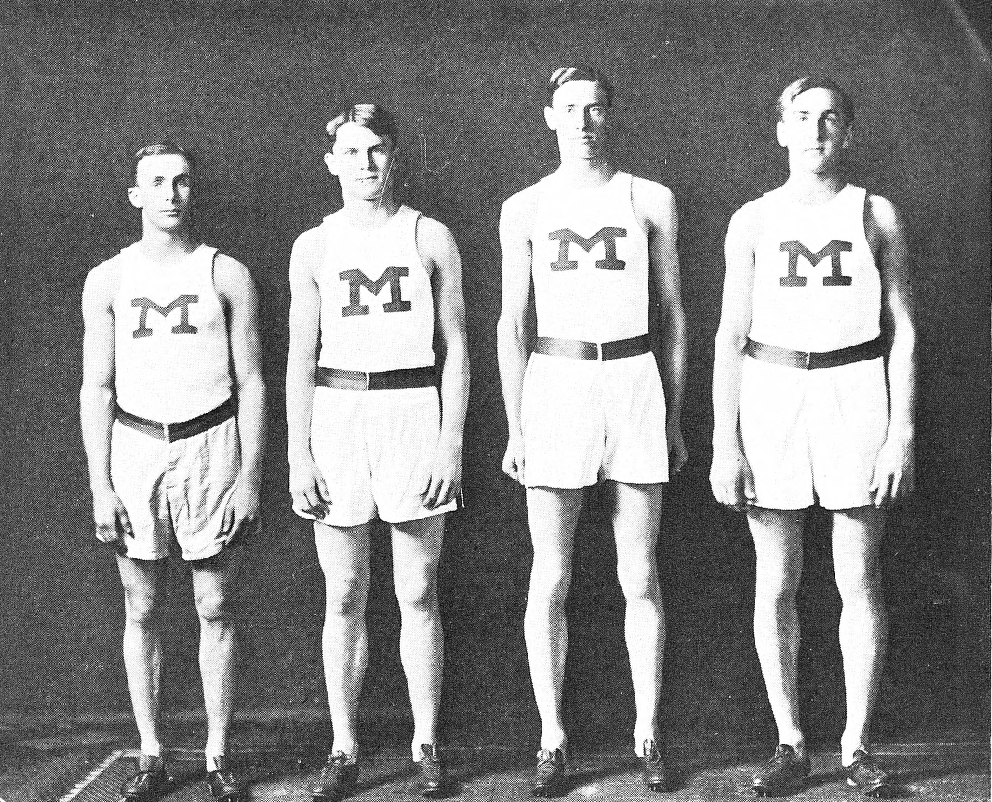
Harry Coe (Zweiter von rechts) – hier als Mitglied des Michigan Four-Mile Relay Teams – scheiterte in seinem Vorlauf am späteren Silbermedaillengewinner Emilio Lunghi

Lunghi hatte im Ziel zwei Yards Vorsprung auf Coe.
Zu diesem Rennen finden sich bei zur Megede für die beiden Läufer, die das Rennen nicht beendeten, zwei andere Namen: Joseph Lynch aus Australasien und English aus Großbritannien.

#### 5. Vorlauf
| Platz | Athlet            | Land           | Zeit (min) |
| ----- | ----------------- | -------------- | ---------- |
| 1     | Clarke Beard      | USA            | 1:59,8     |
| 2     | Arthur Astley     | Großbritannien | (1;59,8)   |
| 3     | Donald Buddo      | Kanada         | k. A.      |
| 4     | Oskar Quarg       | Deutschland    | k. A.      |
|       | Charles M. French | USA            | DNF        |
|       | Edward Dahl       | Schweden       | DNF        |

Clarke Beard gewann mit einem Yard Vorsprung. Das erscheint aufgrund der bei zur Megede angegebenen Zeitgleichheit für den Erst- und Zweitplatzierten zunächst nicht stimmig zu sein. Aber damals wurden die Zeiten jeweils auf gerade Zehntelsekunden gerundet, wodurch dieses Ergebnis dennoch vermutlich richtig ist.

#### 6. Vorlauf
| Platz | Athlet          | Land           | Zeit (min) |
| ----- | --------------- | -------------- | ---------- |
| 1     | Theodore Just   | Großbritannien | 1:57,8     |
| 2     | Andreas Breynck | Deutschland    | (2:06,0)   |
|       | Arie Vosbergen  | Niederlande    | DNF        |
|       | Gösta Danielson | Schweden       | DNF        |

Theodore Just siegte mit großem Vorsprung von fünfzig Yards.

#### 7. Vorlauf
| Platz | Athlet            | Land           | Zeit (min) |
| ----- | ----------------- | -------------- | ---------- |
| 1     | Hanns Braun       | Deutschland    | 1:58,0     |
| 2     | Joseph Bromilow   | USA            | (1:58,3)   |
| 3     | Harold Holding    | Großbritannien | k. A.      |
|       | Horace Ramey      | USA            | DNF        |
|       | Fredrik Svanström | Finnland       | DNF        |
|       | Bram Evers        | Niederlande    | DNF        |

Hanns Braun gewann mit einem Yard Vorsprung.

#### 8. Vorlauf
| Platz | Athlet                 | Land           | Zeit (min) |
| ----- | ---------------------- | -------------- | ---------- |
| 1     | Ivo Fairbairn-Crawford | Großbritannien | 1:57,8     |
| 2     | Kristian Hellström     | Schweden       | 2:00,0     |
| 3     | Frank Sheehan          | USA            | k. A.      |
|       | Harvey Sutton          | Australasien   | DNF        |

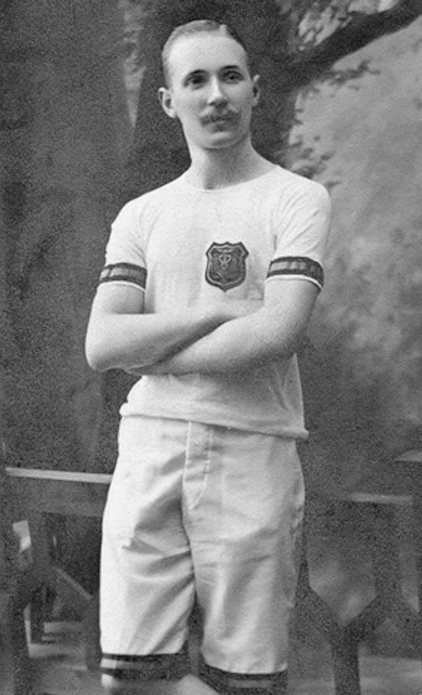
Kristian Hellström schied als Zweiter seines Vorlaufs aus

Der Sieger gewann klar mit einem Vorsprung von fünfzehn Yards.
Abweichend von der Auflistung bei zur Megede und Kluge führt Sports-Reference Sutton aus Australasien nicht als ausgeschiedenen Läufer. Dort rangiert dieser auf Platz drei vor Frank Sheehan.

### Finale (21. Juli)
| Platz | Athlet                 | Land           | Zeit (min) |
| ----- | ---------------------- | -------------- | ---------- |
| 1     | Melvin Sheppard        | USA            | 1:52,8 WR  |
| 2     | Emilio Lunghi          | Italien        | 1:54,2000  |
| 3     | Hanns Braun            | Deutschland    | 1:55,2000  |
| 4     | Ödön Bodor             | Ungarn         | 1:55,4000  |
| 5     | Theodore Just          | Großbritannien | 1:56,4000  |
| 6     | John Halstead          | USA            | k. A.000   |
|       | Ivo Fairbairn-Crawford | Großbritannien | DNF000     |
|       | Clarke Beard           | USA            | DNF000     |

Im Finale führte zunächst der Brite Ivo Fairbairn-Crawford. Die Durchgangszeit bei 400 m war mit 53,0 s außergewöhnlich schnell und so hatte er sich stark verausgabt, so dass er das Rennen aufgeben musste. Melvin Sheppard ging an die Spitze, schüttelte seine Verfolger ab und baute seinen Vorsprung kontinuierlich aus. Er gewann die Goldmedaille mit neuem Weltrekord. Im Kampf um Platz drei fing Hanns Braun den stark abbauenden Theodore Just ab und wehrte den Schlussangriff durch Ödön Bodor erfolgreich ab.
Die Zeiten auf Platz zwei bis fünf sind anhand des Rückstandes der Läufer zum Sieger geschätzt.
Melvin Sheppard gewann hier nach seinem Olympiasieg über 1500 Meter eine Woche zuvor bereits die zweite Goldmedaille. Eine dritte sollte in der erstmals ausgetragenen olympischen Staffel noch folgen.

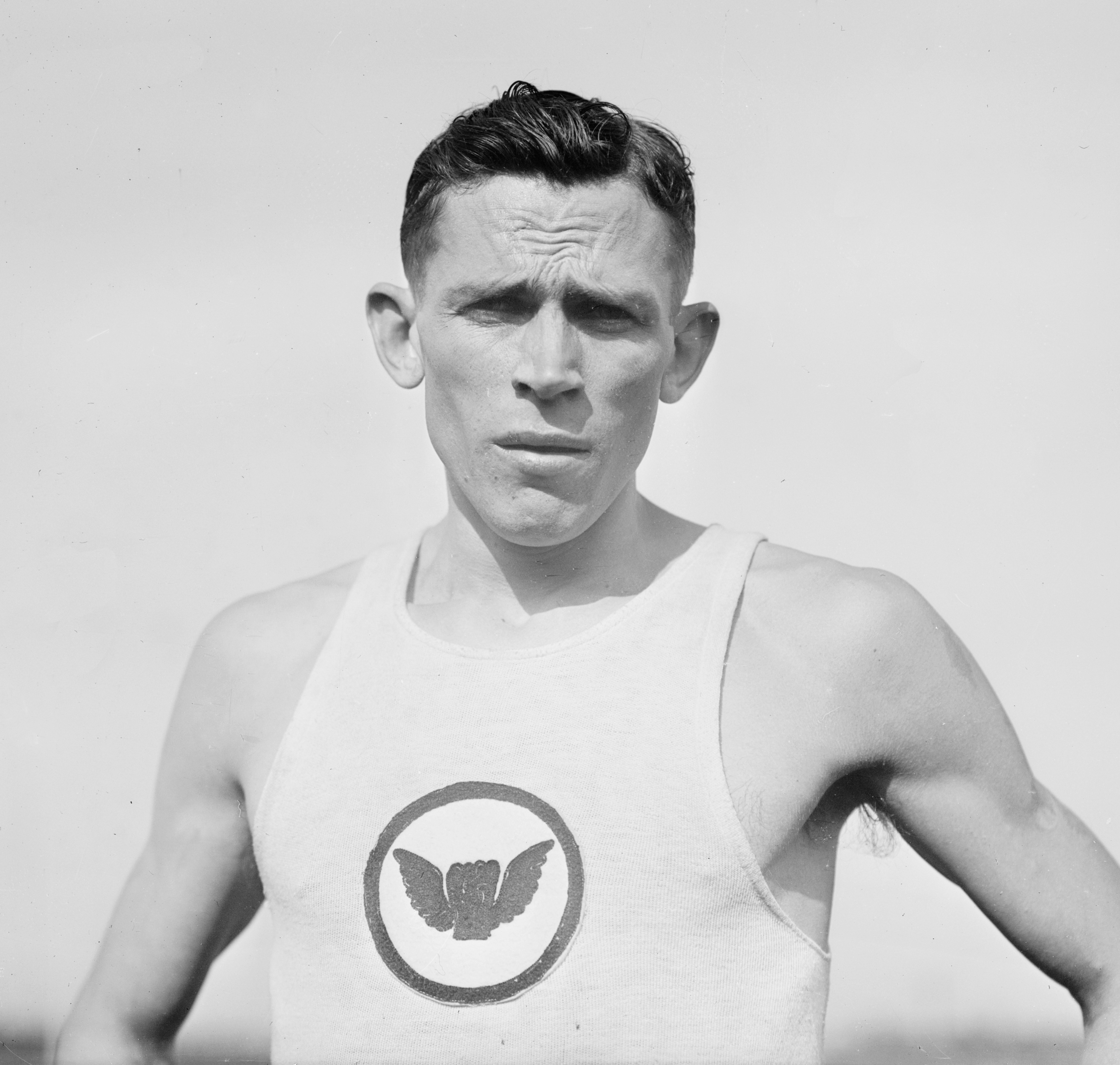
Der dreifache Olympiasieger Melvin Sheppard
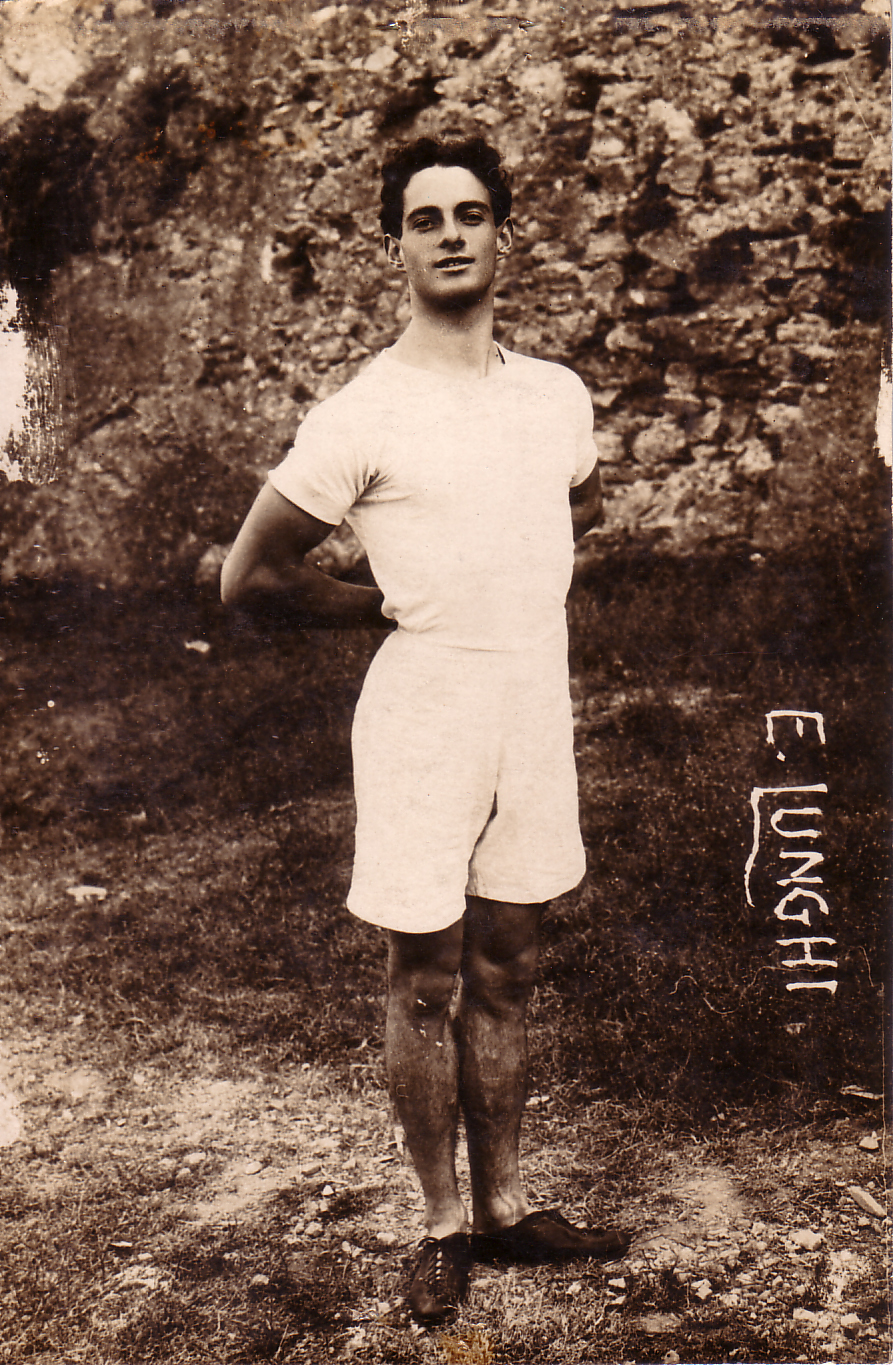
Der Olympiazweite Emilio Lunghi
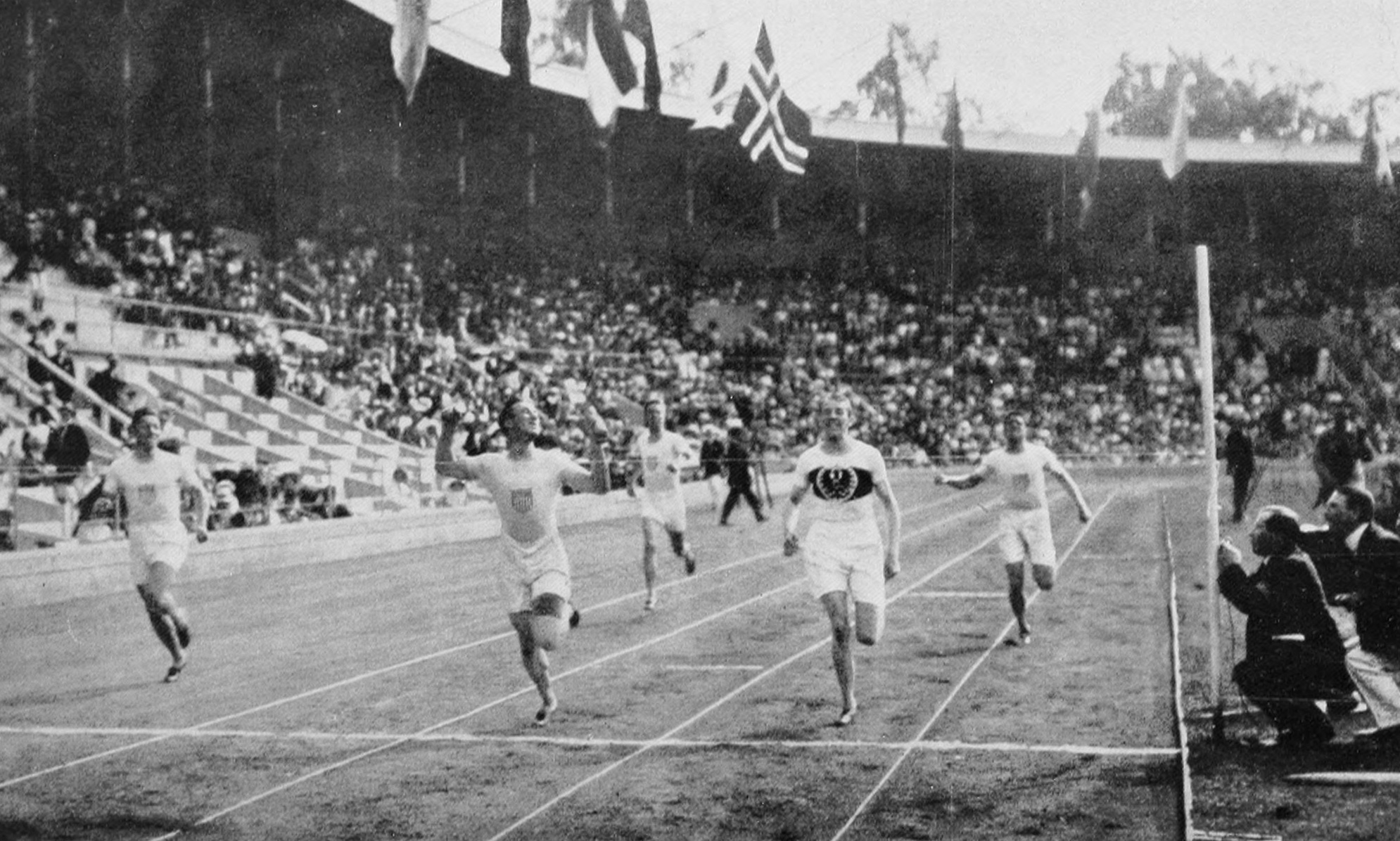
Bronzemedaillengewinner Hanns Braun – hier als Zweiter des 400-Meter-Finales 1912